# Beroidae
Beroidae is een familie die behoort tot de orde van de beroida, het is bovendien de enige familie in de orde der beroida. De beroidae bestaan uit twee geslachten: Beroe en Neis. Ze onderscheiden zich van andere ribkwallen door de volledige afwezigheid van tentakels, zowel tijdens het jonge als volwassen stadium.

## Geslachten
- Beroe Browne, 1756
- Idyia
- Neis Lesson, 1843